# Thornton (California)
Thornton es un lugar designado por el censo ubicado en el condado de San Joaquín en el estado estadounidense de California. En el año 2010 tenía una población de 1.131 habitantes.

## Geografía
Thornton se encuentra ubicado en las coordenadas 38°14′1.41″N 121°25′37.4″O / 38.2337250, -121.427056.